# ISO 3166-2:ZW
ISO 3166-2:ZW는 지리 식별 부호(geocode)를 정의하는 ISO 표준인 ISO 3166-2의 일부이며 짐바브웨에 적용된다. 10개의 행정 구역이 하부 부호를 할당받았다. 하부 코드는 2자리의 영어 대문자로 쓴다. ZW는 ISO 3166-1에서 할당된 국가 코드를 사용한다.

## 식별 부호
| 코드  | 행정 구역        |
| ----- | ---------------- |
| ZW-BU | 불라와요         |
| ZW-HA | 하라레           |
| ZW-MA | 마니칼랜드주     |
| ZW-MC | 중앙마쇼날랜드주 |
| ZW-ME | 동마쇼날랜드주   |
| ZW-MW | 서마쇼날랜드주   |
| ZW-MV | 마스빙고주       |
| ZW-MN | 북마타벨랜드주   |
| ZW-MS | 남마타벨랜드주   |
| ZW-MI | 미들랜즈주       |